# Vonones I của Parthia
Vonones I của Parthia (ΟΝΩΝΗΣ Onōnēs trên tiền xu của ông) cai trị đế quốc Parthia từ khoảng năm 8 tới 12 CN. Ông là con trai cả của vua Phraates IV của Parthia (trị vì khoảng năm 37–2 TCN) và đã được gửi tới Rome làm con tin vào thập niên 20 TCN như là sự đảm bảo cho một hiệp ước giữa cha của ông với Augustus.

## Lên ngôi
Sau khi Orodes III bị ám sát vào năm 6 CN, người Parthia đã thỉnh cầu Augustus một vị vua mới thuộc dòng dõi Arsaces. Augustus đã gửi Vonones I cho họ, nhưng ông đã không thể tự mình cai trị; Ông đã được giáo dục như là một người La Mã, và bị tầng lớp quý tộc người Parthia kinh thường vì là một con rối của người La Mã.

## Thất thế
Một thành viên khác của nhà Arsaces, Artabanus II của Parthia (trị vì khoảng từ năm  10–38), đang sống giữa những người du mục Dahae ở miền đông Parthia, đã được rước về làm vua. Trong cuộc nội chiến sau đó, ông ta đã đánh bại và trục xuất Vonones I.

## Tiền xu
Những đồng tiền xu của Vonones I có niên đại từ năm 8 tới 12 CN và mang dòng chữ "Vua Vonones, người chiến thắng Artabanus" để kỷ niệm một chiến thắng tạm thời của ông trước đối thủ. Những đồng tiền xu của Artabanus II bắt đầu vào năm 10. Vào khoảng năm 12, Vonones I đã bỏ trốn đến Armenia và trở thành vua ở đó. Artabanus II đã yêu cầu phế truất ông, và do Augustus không muốn một cuộc chiến tranh với người Parthia cho nên ông ta đã đưa Vonones I tới Syria và giam lỏng ông tại đây. Sau này ông được đưa tới Cilicia, và khi ông cố gắng trốn thoát vào khoảng năm 19 CN, ông đã bị những người lính gác của mình giết chết.